# 郎家溪站
郎家溪站位于安徽省绩溪县华阳镇，皖赣铁路的一个车站，建于1981年。该站由上海铁路局芜湖车务段管辖，现为五等站，办理列车通过、会让业务；客运办理职工通勤业务。不办理货运营业。
郎家溪站设有正线、到发线各1股，车站以及上下行均未实现电气化。